# Thomas Schwartz
Thomas Schwartz (* 31. Mai 1964 in Landstuhl/Pfalz) ist ein deutscher römisch-katholischer Priester, Honorarprofessor, Autor und Fernsehmoderator. 

## Leben
Schwartz wurde als Sohn von Wilhelm und Elisabeth Schwartz geboren. Nach dem Abitur am Johanneum in Homburg 1983 trat er in das Noviziat der Hiltruper Herz-Jesu-Missionare ein und legte dort später seine erste Profess ab. Im Wintersemester 1984/1985 nahm er sein Studium der katholischen Theologie an der Universität Münster auf. Es folgten Studien der Philosophie an der Universität Augsburg sowie theologische Studien an der Päpstlichen Universität Gregoriana in Rom.
Nach seinem Austritt aus dem Orden trat er am 25. Oktober 1985 in das Augsburger Priesterseminar ein, wechselte aber bereits ein Jahr später in das Pontificium Collegium Germanicum et Hungaricum de Urbe nach Rom. Im März 1989 erhielt Schwartz dort seine Diakonweihe. Etwa ein Jahr später, am 10. Oktober 1990, empfing er in Rom durch den Mainzer Bischof Karl Lehmann die Priesterweihe. Im Oktober 1991 erwarb er mit einer methodengeschichtlichen Studie über den Übergang von der Kasuistik zur Neuscholastik das Lizenziat im Fach Moraltheologie. 2001 wurde er im Fach Moraltheologie mit der Arbeit Zwischen Unmittelbarkeit und Vermittlung. Das Gewissen in der Anthropologie und Ethik des Thomas von Aquin an der Universität Freiburg zum Dr. theol. promoviert.
Von 2005 bis 2014 war Schwartz Honorarprofessor für Wirtschaftsethik und Unternehmensethik an der Hochschule Augsburg. Er erhielt dort im Jahre 2014 die Honorarprofessur für Wirtschaftsethik. Seit 2014 ist er Mitglied der Europäischen Akademie der Wissenschaften und Künste.
Von 1999 bis 2009 war er Hochschulpfarrer in Augsburg. Von 2006 bis 2009 war er Akademikerseelsorger im Bistum Augsburg. Ab Anfang 2009 war er in der Katholischen Jugendfürsorge Augsburg tätig. Dort sollte er im Jahre 2011 den Vorstandsvorsitz übernehmen, was Anfang 2010 zurückgenommen wurde.
Schwartz war von August 2000 bis August 2010 Pfarrer von Stotzard. Von Oktober 2010 bis 2021 war er Pfarrer in Mering.
Daneben war er von 2014 bis 2021 Geistlicher Beirat der KEG Schwaben und seit Juli 2016 auch Priesterlicher Begleiter für den Katholischen Deutschen Frauenbund in der Diözese Augsburg.
Er ist seit 1. Oktober 2021 Hauptgeschäftsführer eines eingetragenen Vereins Renovabis, einem Hilfswerk der römisch-katholischen Kirche für Mittel- und Osteuropa mit 54 Beschäftigten und Sitz in Freising als Nachfolger von Christian Hartl.

## Wirken
Schwartz wirkte 2003 bis 2008 in der Fernsehsendung Alpha bis Omega mit, in der er sich mit Harald Lesch über theologische und philosophische Themen austauschte. Die Sendung Schwarz für die Seele moderierte er allein. Die Reihen wurden im  Bayerischen Fernsehen ausgestrahlt.
Von 2005 bis 2010 war er Mitarbeiter des Hochschulmagazins presstige, einem kostenlosen Augsburger Hochschulmagazin.
Schwartz ist seit 1985 Mitglied der katholischen Studentenverbindung KDStV Winfridia (Breslau) Münster im CV und Bandinhaber der KDStV Algovia Augsburg (seit 1986), der KDStV Hercynia Freiburg im Breisgau (1996) sowie der KDStV Aenania München. 1986 war er Gründungssenior der Katholischen Akademischen Verbindung Capitolina zu Rom.
1999 wurde er von Kardinal-Großmeister Carlo Kardinal Furno zum Ritter des Ritterordens vom Heiligen Grab zu Jerusalem ernannt und durch Anton Schlembach, Großprior der deutschen Statthalterei, investiert. 2017 wurde er in Nachfolge von Karlheinz Knebel Prior der Augsburger Komturei, seit 2021 ist er Komtur des Ritterordens. Er ist zugleich Mitglied im Deutschen Verein vom Heiligen Lande.
Schwartz ist Mitglied des Vorstands der deutschen Kommission Justitia et Pax und Mitglied des Lenkungsausschusses der GKKE. des Weiteren ist er stellvertretender Vorstandsvorsitzender des KAAD sowie Mitglied im Stiftungsrat des Maximilian-Kolbe-Werks.
Im Sommer 2022 begann er mit der Reihe Lesch sieht Schwartz im ZDF zusammen mit Harald Lesch eine lose Reihe kurzer Talks (ca. 15 Minuten), deren Termine sich an christlichen Feiertagen orientieren und die Thematik Naturwissenschaft trifft Glaube behandeln.
Im Dezember 2021 wurde er von Raphaël Bedros XXI. Minassian ICPB, dem armenisch-katholischen Patriarchen von Kilikien, zum Monsignore der armenisch-katholischen Kirche ernannt. 
Im Juli 2023 wurde Schwartz von Papst Franziskus als einer von weltweit acht sog. „Invitati speciali“ zum Mitglied der Weltsynode der Katholischen Kirche berufen, die im Oktober 2023 und im Oktober 2024 im Vatikan tagte.
Im Mai 2024 wurde er vom Großerzbischof und Metropoliten von Kiyw und Haletsch, Seiner Seligkeit Swiatoslaw, dem Oberhaupt der ukrainischen griechisch-katholischen Kirche zum Erzpriester ernannt, mit dem „Recht, das geschmückte goldene Kreuz“ zu tragen. Dies entspricht in der römisch-katholischen Kirche ungefähr dem Rang eines Prälaten.

## Schriften
- Zwischen Unmittelbarkeit und Vermittlung. Das Gewissen in der Anthropologie und Ethik des Thomas von Aquin. (= Dogma und Geschichte Bd. 3). LIT, Münster/Hamburg/Berlin/Wien/London 2001, ISBN 3-8258-5622-4.
- mit Harald Lesch: Weihnachten … und es ward wieder Licht. DVD. Komplett-Media Grünwald 2008, ISBN 3-8312-6267-5.
- Wirtschafts-Ethik: Fachbereich Theologie. DVD. Komplett-Media Grünwald 2008, ISBN 978-3-8312-6291-5.
- Dem Gewissen auf der Spur. DVD. Komplett-Media Grünwald 2008, ISBN 978-3-8312-6290-8.
- mit Erick Behar Villegas: Interkulturelles Management im deutsch-französischen Umfeld: Theoretische und empirische Beiträge. Libertas, Rangendingen, 2012, ISBN 978-3-937-64217-8.
- mit Harald Lesch: Reden über Gott und die Welt. Komplett-Media. Grünwald. 2013, ISBN 978-3-8312-0396-3.
- mit Simon Biallowons: Ehrlichkeit. Die zeitgemäße Tugend. Kösel-Verlag, München, 2014, ISBN 978-3-466-37095-5.
- Auch Jesus hatte schlechte Laune. Überraschungen in der Bibel. Herder, München, 2017, ISBN 978-3-451-37669-6.
- Segen voller Leben. Gute Worte für alle Tage. Herder, München, 2017, ISBN 978-3-451-37663-4.
- Auch Petrus ist mal ausgerastet. Querköpfe in der Bibel. Herder, München, 2019, ISBN 978-3-451-38424-0.
- Die Feier der Messe. Wissenswertes zum katholischen Gottesdienst. Herder, Freiburg, ISBN 978-3-451-38018-1.
- mit Harald Lesch: Unberechenbar. Das Leben ist mehr als eine Gleichung. Herder, Freiburg im Breisgau 2020, ISBN 978-3-451-39385-3.